# تپه بابا گول بالا
تپه بابا گول بالا مربوط به دوره ساسانیان است و در شهرستان زنجان، بخش قره پشتلو، روستای جلیل‌آباد واقع شده و این اثر در تاریخ ۷ مهر ۱۳۸۱ با شمارهٔ ثبت ۶۳۸۲ به‌عنوان یکی از آثار ملی ایران به ثبت رسیده است.